# Meet the Beatles!
Meet The Beatles! — второй альбом The Beatles, выпущенный в США (хотя на обложке он представлен как первый) и первый битловский релиз компании Capitol Records. Диск вышел 20 января 1964 года, спустя лишь десять дней после того, как чикагский лейбл Vee-Jay Records выпустил Introducing... The Beatles, пролежавший на полке с предыдущего лета:4. 15 февраля 1964 года альбом поднялся на 1-е место в США и возглавлял хит-парад в течение 11 недель. До сих пор этот рекорд — для исполнителей популярной музыки — остается непревзойдённым.

## Об альбоме
Первыми двумя треками диска стали «I Want to Hold Your Hand»/«I Saw Her Standing There», выходившие синглом в декабре 1963 года. «This Boy» был взят с В-стороны пятого парлофоновского сингла «I Want To Hold Your Hand».
Пластинка содержит несколько треков из With the Beatles и имеет сходное оформление. Исключенными из списка оказались, однако, «You Really Got a Hold on Me», «Devil in Her Heart», «Money (That’s What I Want)», «Please Mister Postman» и «Roll Over Beethoven». Они вошли во второй битловский альбом Capitol The Beatles’ Second Album. Два последних трека также вышли на EP Four By The Beatles':45.
Второй американский релиз The Beatles не просто сделал успех Сказочной Четверки всемирным феноменом. В дни, когда, по словам Джорджа Мартина, долгоиграющая пластинка «…была тем местом, куда принято было сваливать песни, не выходившие синглами», альбом явился культурным водоразделом, ознаменовав начало Эры альбома <...> С этого момента вершина альбомного хит-парада перестала быть вотчиной исключительно рок-н-ролльных сборников и бродвейских саундтреков. Поп-музыка вышла из подросткового возраста и начала взрослеть.Q, Тед Дойл. 21 Albums That Changed Music 

## Список композиций
Сторона 1
- I Want to Hold Your Hand
- I Saw Her Standing There
- This Boy
- It Won’t Be Long
- All I’ve Got to Do
- All My Loving

Сторона 2
- Don’t Bother Me
- Little Child
- Till There Was You
- Hold Me Tight
- I Wanna Be Your Man
- Not a Second Time